# Saint-Clément-à-Arnes

Saint-Clément-à-Arnes este o comună în departamentul Ardennes din nordul Franței. În 1 ianuarie 2022 avea o populație de 109 de locuitori.